# Cerovaci-barlangrendszer
A Cerovaci-barlangrendszer (horvátul: Cerovačke pećine) Horvátország legnagyobb barlangrendszere, a Déli-Velebitben, Lika-Zengg megyében. Gračactól 4 km-re délnyugatra, az 1403 méter magas Crnopac keleti lejtőin, a Velebit Természetvédelmi Park déli részén fekszik.

## Leírása
A barlangot 1924-ben a Lika vasút építése során fedezték fel. Első feltárója a vasút építője, Nikola Turkalj volt. Nevét a közeli Cerovac vasútállomásról kapta, bejárata közvetlenül a vasútvonal felett található. 
A barlangok hossza 3800 m, a teljes rendszer hosszúsága pedig 4 kilométer. A felső barlang (Kesićeva pećina) 1295 m, az alsó (Turkaljeva pećina) pedig 2779 m hosszú. Közöttük van egy sokkal kisebb középső barlang (Srednja pećina). A barlangok átlagos hőmérséklete 5 és 8 ° C között van. A barlangok gazdagok barlangi díszekben (cseppkövek, sztalagmitok) és karsztjelenségekben (víznyelők és kürtők). 
A barlangrendszerhez fűződik az egyik legnagyobb barlangi medve lelet Horvátországban, de fosszilis emberi csontokat és bronz baltát is találtak itt. Az emberi csontlelet a felső pleisztocénben élt barlangi medvevadászé, aki körülbelül 20 000 évvel ezelőtt élt ott. A barlang a japod fazekasság (illír - kelta kultúra) jelentős paleontológiai helyszíne. Tőlük származik az itt talált számos kerámia edénytöredék. A feltárások során a medvecsontok mellett még több más állat, barlangi oroszlán, szarvas, vadló, zerge stb. csontjai is előkerültek.
A barlangrendszert "különleges geomorfológiai rezervátumként" 1961-ben védetté nyilvánították. 1979-ben villanyvilágítással látták el, lehetővé téve a látogatást a turisták számára.

## Források

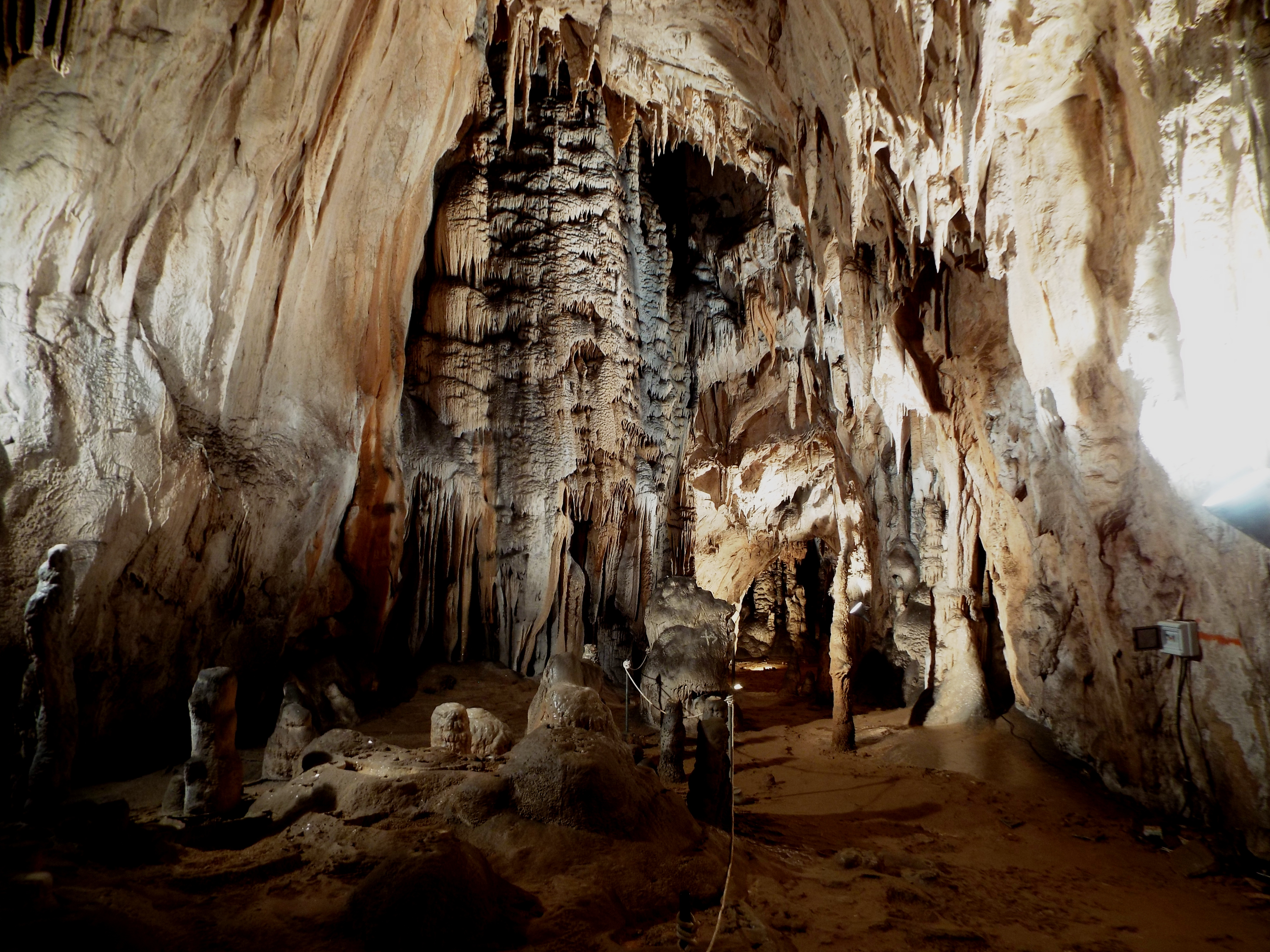
Részlet az alsó barlangból